# 김종구 (배우)
김종구(1955년 ~ )는 대한민국의 배우이다. 연극배우, 텔레비전 연기자, 영화배우 활동한 그는 동양대학교의 교수이기도 하다.

## 학력
- 중앙대학교 연극영화학과 학사
- 중앙대학교 대학원 연극영화학과 예술학 석사
- 중앙대학교 대학원 연극영화학과 예술학 박사

## 출연작

### 영화
- 1990년 《우묵배미의 사랑》 - 일도 형 역
- 1992년 《결혼 이야기》 - 장 PD 역
- 1999년 《북경반점》 - 신창상회 주인 역
- 2003년 《청풍명월》 - 송 대감 역
- 2010년 《시》 - 박상태 역
- 2010년 《다시 태어나고 싶어요, 안양에》
- 2011년 《푸른소금》 - 보스두 역
- 2011년 《카운트다운》 - 양부장 역
- 2011년 《범죄와의 전쟁: 나쁜놈들 전성시대》 - 조계장 역
- 2012년 《하울링》 - 애견 훈련소 소장 역
- 2012년 《광해, 왕이 된 남자》 - 광해 어의 역 (첫 천만영화)
- 2012년 《내가 살인범이다》 - 땅꾼 역
- 2012년 《남쪽으로 튀어》 - 늙은형사 역 (특별출연)
- 2013년 《들개》 - 김 전무 역
- 2013년 《10분》 - 부장 역
- 2013년 《황구》 - 태권도협회 위원장 역 (특별출연)
- 2013년 《아이리스 2: 더 무비》 - 구본길 역
- 2013년 《마피아 게임》
- 2014년 《표적》 - 경찰서장 역
- 2014년 《도희야》 - 최사장 역
- 2014년 《일대일》 - 군인장성 역 (특별출연)
- 2014년 《황제를 위하여》 - 한득 역
- 2014년 《그댄 나의 뱀파이어》 - 남택근 역
- 2014년 《군도: 민란의 시대》 - 최현기 역
- 2014년 《설계》 - (특별출연)
- 2014년 《더 테너: 리리코 스핀토》 - 대학교수 역
- 2014년 《헬머니》 - 이사장 역
- 2014년 《산다》 - 최씨 역
- 2014년 《간신》 - 조대감 역 (특별출연)
- 2015년 《더 폰》 - 박세문 역
- 2015년 《천년난원》
- 2016년 《판도라》 - 원자력안전위원회 위원장 역
- 2016년 《우리 손자 베스트》 - 깁스노인 역
- 2016년 《보안관》 - 선철부 역 (특별출연)
- 2017년 《아빠는 딸》 - 회장 역
- 2017년 《로마서 8:37》 - 박강길 역
- 2017년 《7호실》 - 교감 역
- 2017년 《아기와 나》 - 소아과 의사 역
- 2017년 《쓰리룸》 - 춘식 역
- 2017년 《대리 드라이버》 - 택시 드라이버 역
- 2018년 《조선명탐정: 흡혈괴마의 비밀》 - 하일주 역
- 2018년 《챔피언》 - 진기아빠 역 (특별출연)
- 2018년 《협상》 - 윤 사장 역
- 2019년 《창간호》 - 택시 드라이버 역
- 2019년 《엑시트》 - 둘째 숙부 역
- 2019년 《사랑의 선물》
- 2019년 《벌새》 - 새서울의원 의사 역
- 2019년 《첫잔처럼》 - 박 영감 역
- 2019년 《니나 내나》 - 성만 역
- 2020년 《나는보리》 - 할아버지 역
- 2020년 《욕창》 - 강창식 역
- 2020년 《앙상블》 - 주영 할아버지 역 (특별출연)
- 2021년 《더블패티》 - 김태곤 사장 역
- 2021년 《유공자》 - 보훈처 과장 역
- 2021년 《내일의 기억》 - 공장 소장 역
- 2021년 《내겐 너무 소중한 너》 - 정씨 할아버지 역
- 2021년《좋은 사람》 - 형섭 역
- 2021년《닮은것들》(단편 영화) - 영복 역
- 2022년《타짜 전설의 땁》
- 2023년《웅남이》 - 경찰국장 역
- 2023년《익스트림 페스티벌》 - 연산군 역
- 2024년《은하수》

### 드라마
- 1991년 《미늘》 (SBS)
- 1995년 《제4공화국》 (MBC) - 백동림 역
- 2012년 《제3병원》 (tvN) - 양한규 역
- 2012년 《드라마 스페셜 - 아트》 (KBS2) - 장현우 역
- 2012년 《드라마 스페셜 - 친구 중에 범인이 있다》 (KBS2) - 교장선생님 역
- 2013년 《아이리스 2》 (KBS2) - 구본길 역
- 2013년 《무정도시》 (JTBC) - 조 회장 역 (본작의 진 최종 보스)
- 2014년 《나쁜 녀석들》 (OCN) - 임종대 역
- 2015년 《밤을 걷는 선비》 (MBC)
- 2015년 《라스트》 (JTBC) - 윤일중 회장 역
- 2015년 《너를 기억해》 (KBS2) - 신장호 역
- 2016년 《시그널》 (tvN) - 김종성 역
- 2016년 《운빨로맨스》 (MBC) - 구신 역
- 2016년 《구르미 그린 달빛》 (KBS2)
- 2016년 《월계수 양복점 신사들》 (KBS2) - (특별출연)
- 2016년 《화랑》 (KBS2) - 석현제 역
- 2017년 《역적 : 백성을 훔친 도적》 (MBC)
- 2017년 《초인가족 2017》 (SBS) - 맹추용 역
- 2017년 《애타는 로맨스》 (OCN) - 차대복 역
- 2017년 《군주 - 가면의 주인》 (MBC) - 김광열 역
- 2017년 《명불허전》 (tvN) - 박 회장 역 (특별출연)
- 2017년 《투깝스》 (MBC) - 조만호 회장 역
- 2018년 《크로스》 (tvN) - 이상훈 역
- 2018년 《슈츠》 (KBS2) - 박명환 회장 역
- 2018년 《보이스 2》 (OCN) - 손호민의 아버지 역
- 2018년 《나인룸》 (tvN) - 기세웅 역
- 2019년 《바벨》 (TV조선) - 태병철 역
- 2019년 《나쁜 형사》 (MBC)
- 2019년 《동네변호사 조들호 2: 죄와 벌》 (KBS2)
- 2019년 《국민 여러분!》 (KBS2) - 박상필 역
- 2019년 《열혈사제》 (SBS) - 한주그룹 회장 역
- 2019년 《의사 요한》 (SBS) - 주형우의 아버지 역
- 2019년 《날 녹여주오》 (tvN) - 국회의원 역
- 2020년 《하이에나》 (SBS) - 손봉우 역
- 2020년 《포레스트》 (KBS2) - 권회장 역
- 2020년 《며느라기》 (카카오TV) - 무남천 역
- 2021년 아침연속극 《아모르 파티 - 사랑하라, 지금》[1] (SBS) - 장철용 역
- 2022년 《아다마스》 (tvN) - 황병철 역
- 2022년 《당신이 소원을 말하면》 (KBS2)
- 2023년 《오랫동안 당신을 기다렸습니다》 (ENA) - 배태욱 의원 역
- 2024년 《삼식이 삼촌》 (Disney+) - 선우석 역
- 2024년 《돌풍》 (Netflix) - 박창식 역